# Taller de Músics
El Taller de Músics, fundada el 1979, és una escola de música i centre oficial d'estudis superiors amb seu a Barcelona que disposa de segell discogràfic, taller de producció i club de jazz, i que ensenya la música amb una pedagogia d'acord amb els nous temps, capaç d'estimular i facilitar el procés creatiu i interpretatiu. El 2003 va rebre la Creu de Sant Jordi pel destacat impuls que ha donat al desenvolupament del jazz i la música moderna a Catalunya, especialment en el camp de l'ensenyament, però també pel que fa a direcció i producció, a la programació musical i a la promoció d'un segell discogràfic propi. Lluís Cabrera n'és el director.
Els graus superiors de música que ofereix l'escola són els següents: 
Interpretació Jazz i Música Moderna-Popular, Veu-Songwriting 
Interpretació de Flamenco
Composició 
Producció i Gestió  
Pedagogia musical  
Entre els seus pupils han rebut un important èxit comercial Chicuelo, Rosalía o Pol Daurella, un dels membres del grup català de doo wop que van obtenir reconeixement internacional en aquest gènere el 2010, The Earth Angels.